# After Burner (jeu vidéo)
Pour les articles homonymes, voir Afterburner.
After Burner est un jeu vidéo de type shoot 'em up développé par Sega-AM2 et édité par Sega, sorti en 1987 sur borne d'arcade. Il fut ensuite porté sur 32X, Amiga, Amstrad CPC, Atari ST, Commodore 64, PC (DOS), FM Towns, Master System, MSX, Nintendo Entertainment System et ZX Spectrum. Il fait partie de la série After Burner, dont il constitue le premier épisode.

## Système de jeu
Le joueur dirige un avion de chasse (un F-14) dans une vue en pseudo-3D rappelant les jeux de courses de voiture de l'époque (Out Run par exemple). Le but est de traverser les niveaux en tuant le plus d'ennemis en s'aidant du tir automatique du chasseur. Hormis se déplacer dans tous les axes possibles, on peut augmenter la vitesse de l'avion de chasse, le ralentir ou envoyer des missiles à tête chercheuse.

## Borne d'arcades
La borne arcade du jeu se présente sous la forme d'un cockpit simplifié monté sur vérins afin de simuler les accélération et donner quelques sensations du mouvement.

### Évolutions du concept
Le jeu est également adapté sous forme de jeu électronique par Tiger Electronics à la fin des années 1980 en version portable, mais aussi en version tabletop,,.
Galaxy Force II reprend les principes de cette borne en 1988 et une version d'arcade permet la rotation horizontale sur 360°.
Par la suite, Sega fait évoluer le concept avec le jeu G-LOC: Air Battle, sorti en 1990. Sa seconde version appelée R360 G-LOC: Air Battle comporte notamment une cabine permettant une rotation à 360° sur les 3 axes,.

## Accueil
Arcade
- Génération 4 : non-noté
- Commodore User : 8/10[6]
- The Games Machine[7]
- Computer and Video Games[8],[9]
- Crash[10],[11]
- Sinclair User[12]
- Your Sinclair[13]

Master System
- Génération 4 : 81 %
- Tilt : 15/20
- CVG : 9/10[14]
- The Games Machine[15]

PC
- Joystick : 77 %
- Tilt : 12/20

Atari ST
- Génération 4 : non-noté
- Joystick Hebdo : non-noté
- Micro News : 0/4
- Micro World : non-noté
- Tilt : 2/20

Amiga
- Génération 4 : 0,042 %
- Joystick Hebdo : non-noté
- Micro World : non-noté
- Tilt : 5/20

Amstard CPC
- Joystick Hebdo : non-noté
- AM-Mag : 2/5
- Amstar : 18/20
- Amstrad 100 % : 94 %
- Jeux et Stratégie : 2/10[16]
- Micro News : 3/4[17]
- Micro World : non-noté[18]
- Tilt : 12/20

ZX Spectrum
- Tilt : 15/20
- CVG : 90 %[19]

Commodore 64
- Tilt : 10/20

32X
- Super GamePower : 4,5/5[21]
- Mean Machines Sega : 53 %[22]

## Postérité

### Exposition
Le jeu a été choisi comme l'un des 80 jeux affichés au Smithsonian American Art Museum à l'occasion de l'exposition « L'Art des jeux vidéo » du 16 mars 2012,.

### Apparition du jeu dans un film
Dans le film Terminator 2 : Le Jugement dernier, John Connor joue à After Burner tandis que le T-1000 le traque dans la salle d'arcade.
Dans le film Suburban Commando, Hulk Hogan joue à une version arcade d'After Burner.

### Suites
En 1986, Sega commercialise au Japon une série de puzzles à l'effigie de ses franchises à succès, dont After Burner.